# Baraber
Als Baraber werden im bairischen Sprachraum ungelernte Bauarbeiter bezeichnet. Die offizielle Bezeichnung in Österreich lautet Bauhelfer, in Deutschland Bauhilfsarbeiter. Andere (allgemeine, nicht auf Bauwesen bezogene) Bezeichnungen sind Handlanger oder Tagelöhner/Tagwerker.
In Österreich und Bayern wird diese Bezeichnung auch abwertend bzw. als Schimpfwort verwendet.
Laut Duden-Fremdwörterbuch kommt das Wort aus dem Italienischen und wäre anfangs nur für italienische Arbeiter benutzt worden für jemanden, der nicht „sprechen“, sondern „parlare“ (italienisch für sprechen, reden) sagt. Andere Quellen sehen das italienische „barabba“ (Barabbas) in davon abgeleiteter Bedeutung Gauner, Strolch als Ursprung.